# My Life in the Bush of Ghosts
My Life in the Bush of Ghosts é um álbum produzido por David Byrne e Brian Eno. Gravado com diversos músicos diferentes, utiliza grande variedade de estilos de percussão, sintetizadores e vocais, inclusive com alguns trechos em árabe. A arte da capa foi criada pelo designer inglês Peter Saville.
| Críticas profissionais | Críticas profissionais |
| Pontuações agregadas   | Pontuações agregadas   |
| Fonte                  | Avaliação              |
| ---------------------- | ---------------------- |
| Metacritic             | 84/100                 |
| Avaliações da crítica  |                        |
| Fonte                  | Avaliação              |
| AllMusic               | [ 2 ]                  |
| Rolling Stone          | [ 5 ]                  |
| Pitchfork              | 8.5/10                 |

## Faixas

### LP original (1981)
Lado A
1. "America Is Waiting" – 3:36
2. "Mea Culpa" – 3:35
3. "Regiment" – 3:56
4. "Help Me Somebody" – 4:18
5. "The Jezebel Spirit" – 4:55

Lado B
1. "Qu'ran" [sic] – 3:46
2. "Moonlight in Glory" – 4:19
3. "The Carrier" – 3:30
4. "A Secret Life" – 2:30
5. "Come with Us" – 2:38
6. "Mountain of Needles" – 2:35

### Reediçao em CD (2006)
Músicas remasterizadas e adição de faixas bônus.
1. "America Is Waiting" – 3:38
2. "Mea Culpa" – 4:57
3. "Regiment" – 4:11
4. "Help Me Somebody" – 4:17
5. "The Jezebel Spirit" – 4:56
6. "Very, Very Hungry"– 3:21
7. "Moonlight in Glory " – 4:30
8. "The Carrier" – 4:19
9. "A Secret Life" – 2:31
10. "Come with Us" – 2:42
11. "Mountain of Needles" – 2:39
12. "Pitch to Voltage" – 2:38
13. "Two Against Three" – 1:55
14. "Vocal Outtakes" – 0:36
15. "New Feet" – 2:26
16. "Defiant" – 3:41 (versão diferente de "Qu'ran" com um vocal diferente)
17. "Number 8 Mix" – 3:30
18. "Solo Guitar with Tin Foil" – 3:00

## Créditos
- David Byrne: Sintetizador, Guitarra, Percussão, Bateria, Guitarra (Baixo), Composição, Produção, Objetos
- John Cooksey: Bateria
- Brian Eno: Sintetizador, Guitarra, Percussão, Bateria, Guitarra (Baixo), Composição, Produção, Objetos
- Chris Frantz: Bateria
- Busta Jones: Guitarra (Baixo)
- Dennis Keeley: Bodhrán
- Bill Laswell: Guitarra (Baixo), Composição
- Mingo Lewis: Stick, Bata
- Prairie Prince: Bateria (Baixo), Cana
- Jose Rosey: Conga, Agong-Gon
- Steve Scales: Conga, Objetos de metal
- David Van Tieghem: Percussão, Bateria, Composição
- Tim Wright: Baixo
- Stacy Baird: Engenharia de som
- Greg Calbi: Masterização.
- Michael Cretu: Composição
- Hugo Dwyer: Assistente - Engenharia de som
- Michael Ewasko: Assistente - Engenharia de som
- David Fairstein: Composição
- Dave Jerden: Engenharia de som
- Howard Johnston: Assistente - Engenharia de som
- Busta Cherry Jones: Composição
- Eddie Korvin: Engenharia de som
- Don Mack: Assistente - Engenharia de som
- John Potoker: Engenharia de som
- Peter Saville: Tipografia
- George Sloane: Assistente - Engenharia de som
- Neal Teeman: Engenharia de som
- Timothy Wright: Composição

## Oficiais
- My Life in the Bush of Ghosts (2006) Site Oficial